# Cừu Pomerania

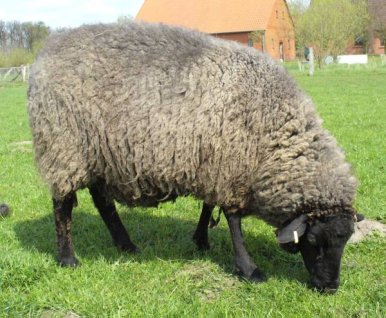
Cừu Pomeranian Coarsewool

Pomeranian Coarsewool hoặc đơn giản là cừu Pomerania (tiếng Đức: Pommersches Rauhwollschaf; Pommernschaf; Rauhwolliges Pommersches Landschaf) là giống cừu lâu đời trong nước Đức có xuất xứ từ vùng Pomerania. Các hồ sơ đầu tiên về cừu ở Pomerania có thể được truy tìm từ hơn 3000 năm trước. Loài này được nuôi chủ yếu để quản lý thực vật và để lấy thịt.

## Đặc điểm
Pomeranian Coarsewool không có sừng, và có một cái đầu đen với len màu xám hoặc xám trên cơ thể - những con cừu được sinh ra có màu hoàn toàn đen. Chân cũng được phủ lông, và lưỡi có màu xanh. Lông cừu có lông ngắn hơn trong số loài cừu có lông dài hơn.
Loài này rất cứng rắn và có thể sống bên ngoài trời cả năm, thậm chí nuôi cừu trong tuyết. Con cừu phát triển mạnh cả khi thiếu thức ăn gia súc ngoài đồng cỏ.
Cừu cái nặng trung bình khoảng 55 kg (121 lb), và cừu đực nặng khoảng 65 kg (143 lb). Lượng lông cừu cắt được dao động từ 3,5 đến 7 kg (7,7 đến 15,4 lb).

## Lịch sử
Ban đầu, giống cừu này được gọi là Grauwollschafe ("cừu xám"), theo thời gian đã thay đổi thành Rauhwollschafe ("cừu thô") bằng cách bỏ đi chữ cái đầu tiên. Loài này gần như biến mất trong nửa sau của thế kỷ XX, khi tổng số cá thể của loài giảm xuống dưới 100 và nó được đưa vào Danh sách đỏ các giống vật nuôi đang bị đe dọa. Dân số của loài này sau đó đã phục hồi phần nào.